# Reduktion (Wein)

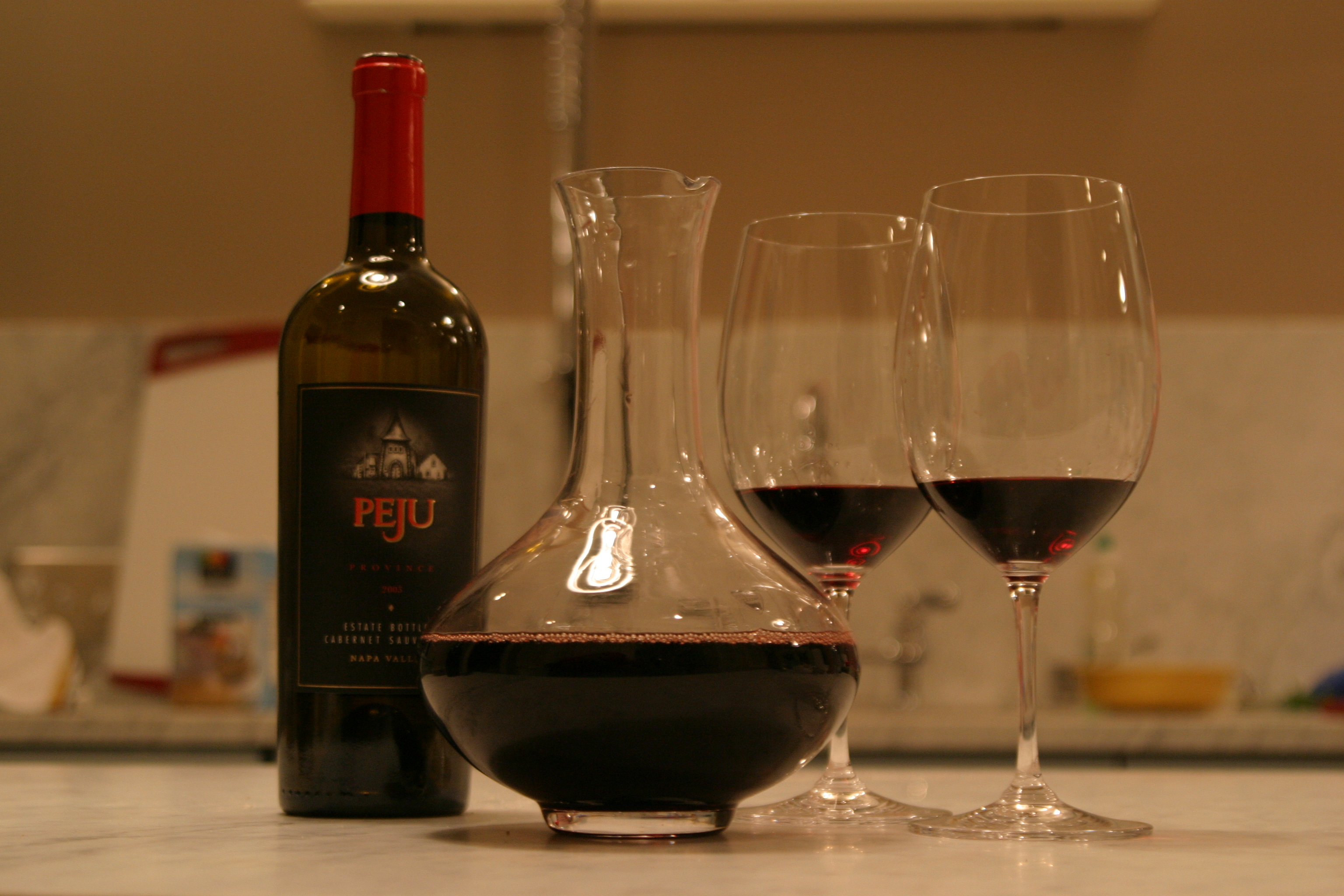
Karaffieren gleicht die Reduktion des zuvor in der Flasche luftdicht verschlossenen Weins durch Sauerstoffzufuhr aus.

Reduktion ist eine chemische Reaktion bei der Gärung während der Weinherstellung, bei der Acetaldehyd (Ethanal) durch Alkohol-Dehydrogenase in Ethanol hydriert wird.
Ein Wein, der luftdicht abgeschlossen ist, befindet sich in reduktivem Zustand, da jede Reaktion verfügbaren Sauerstoff verbraucht und somit eine Veränderung einschränkt. Dieser Reduktionszustand kann gegen Ende der Gärung erwünscht sein, damit aus dem Acetaldehyd Kohlenstoffdioxid und Alkohol entsteht. Auch während des gesamten Ausbaus des Weins ist dieser Reduktionszustand erwünscht, da der reduktive Ausbau den Wein vor Oxidation schützt. Dies hat besonders bei Weißwein einen unmittelbaren Einfluss auf die Aromatik und somit auf die Stilistik und Qualität eines Weins. Auch die Weinfarbe wird davon bestimmt, da die im Wein enthaltenen eisenhaltigen Pigmente und Farbstoffe oxidierbar sind.  
Ist der reduktive Zustand jedoch zu stark, kann er negative Auswirkungen auf einen Wein haben. Diese können insbesondere bei luftabgeschlossenem Rotwein auftreten, da durch die Reduktion eine Polymerisation von Tanninen und Polymerpigmenten eintreten kann. So ein Wein kann dann einen unsauberen, diffusen Geschmack haben. Sein Geruch ist von reduzierten Schwefelverbindungen wie Schwefelwasserstoff, Sulfide und Thioalkohole (Mercaptane) geprägt. Hier kann eine Lüftung des Weins Abhilfe schaffen und ihn wieder ins Gleichgewicht bringen. Dies kann beispielsweise durch einen behutsamen Abstich erreicht werden, bei dem durch gesteuerten Luftkontakt etwas Sauerstoff in den Wein gelangt, der als Oxidationsmittel die Reduktion vieler flüchtiger Schwefelverbindungen verhindern kann.
Auch beim Servieren kann die Reduktion durch dezidierte Lüftung beim Karaffieren oder dem Schwenken in Weingläsern ausgeglichen werden, was bei einigen Weinen positive Auswirkungen auf ihren Duft und Geschmack haben kann.